# Eszter Dara
Eszter Dara (Budapest, 30 maggio 1990) è un'ex nuotatrice ungherese.

## Palmarès
- Europei

Budapest 2010: oro nella 4x200m sl.
- Europei in vasca corta

Fiume 2008: bronzo nei 100m farfalla.
- Europei giovanili

Palma di Maiorca 2006: oro nei 100m farfalla, argento nella 4x100m misti e bronzo nei 100m misti e nei 200m misti.